# Jonni Fulcher
Jonathan "Jonni" Fulcher (* 22. September 1974 in Inverness, Schottland) ist ein in Genf lebender schottischer Poolbillard- und Snookerspieler.

## Karriere
Fulcher begann im Alter von zehn Jahren Billard zu spielen. Mit 18 Jahren zog er nach London und studierte Physik am Imperial College London. Dort trat er dem Imperial College Snooker Club bei und nahm in den folgenden Jahren an den britischen Universitätsmeisterschaften teil, die er 1997 mit der Mannschaft und 1999 im Einzel gewann. Anschließend war er Mannschafts-Kapitän der englischen Universitäts-Mannschaft bei der Home Nations Championship, die diese dreimal gewann.
2003 zog Fulcher nach Genf in die Schweiz. 2004 wurde er Schweizer Snooker-Meister. Zudem wurde er Schweizer Meister im 8-Ball sowie im 9-Ball.

### Poolbillard
2006 gewann Fulcher zum bislang einzigen Mal ein Turnier der Euro-Tour. Nachdem er bei den Austria Open und den Netherlands Open im Sechzehntelfinale gegen den Polen Radosław Babica beziehungsweise den Dänen Bahram Lotfy ausgeschieden war, erreichte er durch Siege unter anderem gegen Huidji See und Roman Hybler das Finale der Swiss Open. Dieses gewann er gegen den Malteser Tony Drago mit 10:8.
Bei den Czech Open 2007 erreichte Fulcher das Achtelfinale, verlor dieses aber gegen den Deutschen Ralf Souquet mit 2:10, im Achtelfinale der Italy Open unterlag er dem Schweizer Marco Tschudi mit 8:10.
Bei den Austria Open und den Netherlands Open schied er ebenfalls im Achtelfinale aus, gegen Nick van den Berg beziehungsweise Roman Hybler. Bei den US Open belegte er 2007 den 65. Platz, ebenso bei der 9-Ball-WM, bei der er sieglos in der Vorrunde ausschied. Bei der Costa del Sol Open unterlag er im Sechzehntelfinale dem Spanier Antonio Fazanes mit 4:10.
2008 erreichte Fulcher bei den Paris Open den dritten Platz. Auf der Euro-Tour schied er bei den French Open im Sechzehntelfinale gegen den Engländer Darren Appleton aus. Bei den German Open zog er ins Achtelfinale ein, das er aber anschließend gegen den Niederländer van den Berg mit 0:9 verlor. Bei der 14/1 endlos-WM 2008 schied er in der Gruppenphase aus. Bei den Netherlands Open unterlag er im Sechzehntelfinale dem Russen Ruslan Chinakhov. Bei der 10-Ball-WM 2008 erreichte er die Runde der letzten 64, in der er gegen den Finnen Mika Immonen mit 5:9 verlor.
Bei den French Open 2009 erreichte Fulcher das Viertelfinale, verlor dieses jedoch gegen den späteren Finalisten Mario He mit 7:9.
Bei den Philippines Open kam er auf den 31. Platz, beim Qatar International Championship auf den 17. Platz. Bei der 14/1 endlos-WM 2009 erreichte er das Viertelfinale, bei der 10-Ball-WM schied er im Sechzehntelfinale gegen den Niederländer Nick van den Berg mit 4:9 aus.
2012 unterlag Fulcher im Sechzehntelfinale der Italy Open dem Portugiesen Manuel Gama mit 5:8.
2013 schied er in der Vorrunde der 14/1 endlos-WM aus und belegte dabei den 17. Platz. Bei den Castel-Brando Open verlor er im Sechzehntelfinale gegen den Engländer Mark Gray mit 7:9.
Bei der 14/1 endlos-WM 2014 gelang es Fulcher ins Achtelfinale einzuziehen, er verlor dieses aber gegen den Amerikaner Tony Robles.
Gemeinsam mit Jayson Shaw vertrat Fulcher Schottland beim World Cup of Pool 2013. In der ersten Runde unterlagen sie jedoch die späteren Finalisten aus den Niederlanden (Nick van den Berg und Niels Feijen) mit 2:7.

### Snooker
2007 besiegte Fulcher bei der Snooker-Europameisterschaft den Titelverteidiger Alex Borg und beendete damit dessen Serie von 24 ungeschlagenen Spielen. Er selbst schied jedoch anschließend aus.
In der Saison 2011/12 nahm Fulcher an mehreren PTC-Turnieren teil. Nachdem er beim zweiten PTC-Turnier 2011/12 in der ersten Vorrunde gegen den Engländer Kyren Wilson mit 0:4 verloren hatte, schied er in der zweiten Vorrunde des Paul Hunter Classic 2011 gegen den Engländer Jamie O’Neill mit 0:4 aus.
Bei der Kay Suzanne Memorial Trophy unterlag er in der ersten Vorrunde gegen den Engländer Billy Joe Castle mit 1:4.
Bei der Alex Higgins International Trophy trat er in der ersten Vorrunde nicht gegen den Iren Karl Fitzpatrick an und schied somit aus. Bei den Antwerp Open 2011 qualifizierte er sich für die Endrunde, in der er jedoch in der ersten Runde dem Engländer Ali Carter mit 0:4 unterlag.
2017 und 2018 sowie 2020 und 2021 wurde er erneut Schweizer Meister.